# GT 64: Championship Edition
GT 64: Championship Edition, conocido como City Tour GrandPrix: Zen Nihon GT Senshuken (CITY TOUR GRANDPRIX 〜全日本GT選手権〜?) en Japón, es un videojuego de carreras desarrollado por Imagineer y lanzado para la consola Nintendo 64 en 1998. Es un juego con licencia oficial para All-Japan GT Championship, con coches y pilotos del Campeonato de Gran Turismo de Japón de 1997.

## Jugabilidad
GT 64 es un juego de carreras que presenta un sistema de clasificación comparable al de Gran Turismo. A diferencia de la versión original, que incluye pistas ambientadas en Estados Unidos y Europa, la versión japonesa incluye dos pistas nuevas ambientadas en Japón. El juego es compatible con Rumble Pak.

## Recepción
GT 64 recibió críticas generalmente desfavorables de los críticos, que criticó el número limitado de pistas del juego. N64 Magazine señaló que, si bien se había promocionado que el juego tenía 12 pistas, en realidad solo tiene tres, sin considerar las variantes de espejo y el hecho de que cada pista ofrece una ruta corta y una larga. La revista concluyó que GT 64 es inferior a Gran Turismo o GTI Club, pero aún más agradable que Automobili Lamborghini. Nintendo Power destacó la música enérgica y los efectos de sonido del juego. Next Generation dijo que el juego "carece tanto de la técnica de un corredor técnico como de la velocidad de un corredor rápido; de hecho, carece de todo lo que se pueda imaginar". En Japón, Famitsu le dio una puntuación de 23 de 40.